# Willy Gierlichs
Willy Gierlichs (* 4. Februar 1900 in Köln; † 11. Juni 1945 im Kriegsgefangenenlager Glücksburg) war ein deutscher Soziologe.

## Akademischer Werdegang
Gierlichs erwarb mit 22 Jahren in München den Grad eines Doktors der Philosophie, verzichtete aus finanziellen Gründen jedoch anfangs auf eine akademische Karriere und wurde für eine Bank und eine kaufmännische Privatschule tätig. 1924 nahm er dann an der Universität zu Köln ein weiteres Studium auf, das er 1928 als Diplom-Kaufmann mit dem Wahlfach Soziologie beendete. Nach einer Beschäftigung beim Reichsmuseum für Gesellschafts- und Wirtschaftskunde in Düsseldorf war er für ein Jahr „Sachbearbeiter für polizeiliche Soziologie“ am Polizei-Institut Charlottenburg. Nach seiner Habilitation bei Leopold von Wiese wurde Gierlichs 1931 Dozent für Soziologie an der Universität Köln. Gierlichs wird zur Kölner Schule der Soziologie gezählt. Der Tätigkeit bei von Wiese folgte 1932/33 ein Aufenthalt als Social Science Research Fellow in den USA (Yale Fellowship). Gierlichs kehrte im September 1933 aus den USA zurück. Er wirkte an der Universität Köln fortan wieder als Privatdozent.:385 Nach der Aufhebung der Mitgliedersperre trat Gierlichs zum 1. Mai 1937 der NSDAP bei (Mitgliedsnummer 4.068.122). Bereits seit 1935 gehörte er dem NS-Dozentenbund an. 
Während von Wieses Beurlaubung 1934/35 (Forschungsaufenthalt in den USA) leitete Gierlichs das Soziologische Seminar der Universität Köln. 1939 wurde er zum beamteten außerplanmäßigen Professor mit Lehrauftrag für Politische und Anthropologische Soziologie ernannt. Obwohl er sehr viele Funktionen für nationalsozialistische Einrichtungen übernahm, er war zum Beispiel Reichsredner für das Oberkommando der Wehrmacht und den Reichsluftschutzbund, stieg er weder zum außerordentlichen oder ordentlichen Professor auf. Die Beförderung scheitere am Widerstand der Fakultät, die eine größere wissenschaftliche Publikation vermisste. Carsten Klingemann sieht darin ein Indiz dafür, „daß die später immer als Alibi für übereifrige politisch-ideologische Konformität beschworene Allmacht des Dozentenbundes doch begrenzt war.“
1943 wurde Gierlichs zur Wehrmacht eingezogen. Er wurde 1944 zum NS-Führungsstab der Marine-Stabskompanie des Oberkommandos der Kriegsmarine abkommandiert.:385
Im Juni 1945 beging Willy Gierlichs im Glücksburger Gefangenenlager Selbstmord.

## Schriften (Auswahl)
- 1932: Probleme der Kriminalsoziologie, KVS 10: 464-478. (Kölner Vierteljahreshefte für Soziologie)
- 1934: Landjägerei und Bevölkerung, KVS 12: 238-289 (das Thema seiner Habilitation von 1931)
- 1932: Zwischenmenschliche Probleme des Ghettos (Fortsetzung der Studien an Siedlungsgebilden unter Anwendung der Beziehungslehre), KVS 10: 364-386
- 1939: Zur Soziologie der „Umvolkung“ als Gegenwartsproblem, in: „Volksforschung“, Jg. 3, Heft 1, S. 1–7.
- Verbrechen, Polizei und Strafe in den USA, in: Kultur in USA. Die Wirklichkeit eines Massenwahns. Von Friedrich Schönemann, Adolf Halfeld, Friedrich Kegel, Otto Koischwitz, Willy Gierlichs, Eduard Ahlswede, K. F. Hermann, Alexander Jason, Th. von Bippen (Hgg.), Junker und Dünnhaupt Verlag, Berlin 1943.